# NSWRL 1936
Die NSWRL 1936 war die 29. Saison der New South Wales Rugby League Premiership, der ersten australischen Rugby-League-Meisterschaft. Den ersten Tabellenplatz nach Ende der regulären Saison belegte der Eastern Suburbs RLFC. Dieser gewann im Finale 32:12 gegen die Balmain Tigers und gewann damit zum sechsten Mal die NSWRL.

## Tabelle
|     | Team                          | Spiele | Siege | Unent. | Ndlg. | Freilose | Spiel- punkte | Diff. | Tabellen- punkte |
| --- | ----------------------------- | ------ | ----- | ------ | ----- | -------- | ------------- | ----- | ---------------- |
| 01. | Eastern Suburbs               | 13     | 11    | 2      | 0     | 2        | 335:145       | + 190 | 28               |
| 02. | Balmain Tigers                | 13     | 9     | 0      | 4     | 2        | 268:161       | + 107 | 22               |
| 03. | Canterbury-Bankstown Bulldogs | 14     | 9     | 2      | 3     | 1        | 345:243       | + 102 | 22               |
| 04. | North Sydney Bears            | 13     | 7     | 1      | 5     | 2        | 210:161       | + 49  | 19               |
| 05. | Newtown Jets                  | 14     | 7     | 0      | 7     | 1        | 203:226       | - 23  | 16               |
| 06. | Western Suburbs Magpies       | 13     | 5     | 1      | 7     | 2        | 199:203       | - 4   | 15               |
| 07. | South Sydney Rabbitohs        | 13     | 5     | 0      | 8     | 2        | 187:185       | + 2   | 14               |
| 08. | St. George Dragons            | 13     | 3     | 0      | 10    | 2        | 141:228       | - 87  | 10               |
| 09. | Sydney University             | 14     | 1     | 0      | 13    | 1        | 99:414        | - 315 | 4                |

- Ein Freilos zählte zwei Punkte.

## Playoffs

### Halbfinale
| 5. September 14:00 | Eastern Suburbs | 25 : 13 | Canterbury-Bankstown Bulldogs | Belmore Sportsground, Sydney Zuschauer: 7.201 Schiedsrichter: Lal Deane |
| 5. September 14:00 | (11:9) Bericht  |         |                               | Belmore Sportsground, Sydney Zuschauer: 7.201 Schiedsrichter: Lal Deane |

| 5. September 15:30 | Balmain Tigers | 16 : 3 | North Sydney Bears | Sydney Cricket Ground, Sydney Zuschauer: 7.605 Schiedsrichter: Tom McMahon Jr. |
| 5. September 15:30 | (10:0) Bericht |        |                    | Sydney Cricket Ground, Sydney Zuschauer: 7.605 Schiedsrichter: Tom McMahon Jr. |

### Grand Final
| 12. September | Eastern Suburbs                                                                                    | 32 : 12       | Balmain Tigers                                                                       | Sydney Cricket Ground, Sydney Zuschauer: 14.395 Schiedsrichter: Lal Deane |
| 12. September | Versuche: Tottey (2), Brown, Lynch, Norman, Norval, O’Loan, Stehr Erhöhungen: Brown (2), Lynch (2) | (8:6) Bericht | Versuche: Goodwin, Griffiths Erhöhungen: Christensen (2/2) Straftritte: Johnston (1) | Sydney Cricket Ground, Sydney Zuschauer: 14.395 Schiedsrichter: Lal Deane |

| 1  | Tom Dowling       |
| 2  | Rod O’Loan        |
| 3  | Dave Brown        |
| 4  | Jack Lynch        |
| 5  | Fred Tottey       |
| 6  | Ernest Norman     |
| 7  | Vivian Thicknesse |
| 8  | Andrew Norval     |
| 9  | Joe Pearce        |
| 10 | Harry Pierce      |
| 11 | Ray Stehr         |
| 12 | Tom McLachlan     |
| 13 | Jack Coote        |

| 1  | Frank Johnston  |
| 2  | James Goodwin   |
| 3  | Gus Reeves      |
| 4  | Eddie Lockhart  |
| 5  | Jack Redman     |
| 6  | Syd Christensen |
| 7  | Tommy Grahame   |
| 8  | Roy Palmer      |
| 9  | Edmund Beaver   |
| 10 | Bill Johnson    |
| 11 | Frank Griffiths |
| 12 | Bill Alexander  |
| 13 | Dave Manning    |